# Loir (rivier)
De Loir is een rivier in Midden-Frankrijk. Het is een zijrivier van de Sarthe met een lengte van 312 km. De rivier ontspringt in de Perche en stroomt aanvankelijk in zuidoostelijke richting. Daarna buigt de rivier af en stroomt in westelijke richting.
Het stroomgebied van de rivier bedraagt ongeveer 8.000 km². Door de relatief lage en constante regenval in dit stroomgebied heeft de Loir een laag gemiddeld debiet van 33 m³/s bij zijn monding.
Zij doorloopt vier departementen:
- Eure-et-Loir en Loir-et-Cher in de regio Centre-Val de Loire
- Sarthe en Maine-et-Loire in de Pays de la Loire

De voornaamste zijrivieren zijn de Ozanne, de Yerre, de Braye, de Aigre en de Conie.
Er zijn verschillende gemeenten waarvan de naam naar de Loir verwijst:
- in Eure-et-Loir: Cloyes-sur-le-Loir, Saint-Maur-sur-le-Loir
- in Loir-et-Cher: Couture-sur-Loir, Montoire-sur-le-Loir, Villiers-sur-Loir
- in Sarthe: Bazouges-sur-le-Loir, La Bruère-sur-Loir, La Chartre-sur-le-Loir, Château-du-Loir, Mareil-sur-Loir, Nogent-sur-Loir, Poncé-sur-le-Loir, Ruillé-sur-Loir, Vouvray-sur-Loir
- in Maine-et-Loire: Montreuil-sur-Loir, Seiches-sur-le-Loir

De Loir (Le Loir) moet niet worden verward met de Loire (La Loire).
- Bibliothèque nationale de France: cb11951858n (data)
- Gemeinsame Normdatei: 4556929-0
- Système universitaire de documentation: 027490270
- Virtual International Authority File: 242735214